# Notholca triarthroides
Notholca triarthroides är en hjuldjursart som beskrevs av Aleksandr Skorikov 1903.
Notholca triarthroides ingår i släktet Notholca och familjen Brachionidae. Inga underarter finns listade i Catalogue of Life.